# Łakiediemonowka
Łakiediemonowka (ros. Лакедемоновка) – wieś w Rosji, w obwodzie rostowskim, w rejonie nieklinowskim. W 2010 liczyła 1441 mieszkańców.